# Стево Јовићевић
Стево Јовићевић (Цеклин, 15. април 1871 − Цетиње, 8. април 1914) био је црногорски бригадир.
Послат је на школовање у Италију 1882. године у Војну школу (Collegio Militare) у Милану, а после преведен у Фиренцу одакле је 1887. г. ступио у војничку школу у Модени. По свршетку школовања 1890. г. вратио се у Црну Гору са чином потпоручника.
Постао је бригадни ађутант − командант тадашње Приморске бригаде 6. септембра 1891. г. а на тој дужности је остао до 1895. г. када је ушао у комисију која је радила на правилима за обуку и васпитање војске. У септембру 1896. одређен је за поручника инспектора у првој подофицирској школи основаној у Подгорици.
У чин капетана произведен је 1901. г. када је назначен за командира подофицирске школе, а након тога премештен је за командира чете у официрској школи и на тој дужности је остао до 2. децембра 1905. када је унапређен за командира обављајући ту дужност до 1907. г. када је опет унапређен за команданта официрске школе на чијој дужности је остао до 1910. г.
Преведен је у Војно Министарство за шефа пешадијског одсека 1910. г. и на том положају затекао га је рат 1912. У рату му је додељена команда у саставу Приморског одреда над Цеклинским батаљоном.
За ратне заслуге унапређен је у чин бригадира недуго пре своје смрти. Умро је 8. априла 1914. г. на Цетињу после дуге и тешке болести.